# 165

## Esdeveniments
- Armènia: Vagharxapat esdevé la nova capital del país per la destrucció d'Artàxata pels romans.
- Osroene (Mesopotàmia): El país és ocupat pels romans i el rei Manu VIII torna al tron.
- Roma: Es declara l'epidèmia dita pesta antonina que produirà una gran mortalitat. Hom creu que va ésser verola.
- Olímpia (Grècia): Se celebra la 236a. Olimpíada.

## Naixements
- Mauretània (Àfrica): Macrí, emperador romà. (m. 218)

## Necrològiques
- Alexandria: Claudi Ptolemeu, astrònom, geògraf i matemàtic grec.
- Roma: Apià, historiador romà d'origen grec.
- Roma: Sant Justí el Màrtir, filòsof i escriptor samarità, màrtir.
- Olímpia (Grècia): Peregrí Proteu, filòsof cínic grec, cremant-se a si mateix.